# Weiher am Hessenring
Der Weiher am Hessenring ist ein Stillgewässer in Offenbach am Main in Hessen.
Der Weiher liegt zwischen den Straßen Hessenring, Buchhügelallee und Elisabethenstraße. Er wird gespeist durch ein oberflächennahes Grundwasservorkommen eines verlandeten Laufs des Mains. Der Weiher ist circa 100 m lang und circa 50 m breit, seine Wasserfläche beträgt circa 0,5 ha. Im östlichen Teil des Weihers befinden sich zwei Inseln. Die westliche Insel ist mit einem Steg mit dem Nordufer verbunden.